# Historia de la controversia sobre la raza y la inteligencia
La historia de la controversia sobre la raza y la inteligencia se refiere al desarrollo histórico de un debate sobre las posibles explicaciones de las diferencias de grupo encontradas en el estudio de la raza y la inteligencia. Desde el comienzo de las pruebas de coeficiente intelectual en la época de la Primera Guerra Mundial, se han observado diferencias entre los puntajes promedio de diferentes grupos de población, y ha habido debates sobre si esto se debe principalmente a factores ambientales y culturales, o principalmente a algún factor genético aún no descubierto, o si tal dicotomía entre factores ambientales y genéticos es el marco apropiado del debate. Hoy en día, el consenso científico es que la genética no explica las diferencias en el rendimiento de las pruebas de CI entre grupos raciales.
A finales del siglo XIX y principios del XX, se asumió que las diferencias de inteligencia entre grupos eran de naturaleza racial. Además de las pruebas de inteligencia, la investigación se basó en mediciones como el tamaño del cerebro o los tiempos de reacción. A mediados de la década de 1940, la mayoría de los psicólogos habían adoptado la opinión de que predominaban los factores ambientales y culturales. A mediados de la década de 1960, el físico William Shockley provocó controversia al afirmar que podría haber razones genéticas por las que las personas negras en los Estados Unidos tendían a obtener puntajes más bajos en las pruebas de CI que las personas blancas. En 1969, el psicólogo educativo Arthur Jensen publicó un largo artículo con la sugerencia de que la educación compensatoria podría haber fracasado hasta esa fecha debido a diferencias genéticas de grupo. Un debate similar entre académicos siguió a la publicación en 1994 de The Bell Curve de Richard Herrnstein y Charles Murray. Su libro provocó un renovado debate sobre el tema y la publicación de varios libros interdisciplinarios sobre el tema. Un informe de 1995 de la Asociación Estadounidense de Psicología respondió a la controversia y no encontró una explicación concluyente para las diferencias observadas entre los puntajes de CI promedio de los grupos raciales. Un trabajo más reciente de James Flynn, William Dickens y Richard Nisbett ha destacado la brecha cada vez menor entre los grupos raciales en el rendimiento de las pruebas de CI, junto con otras pruebas que corroboran que los factores ambientales más que genéticos son la causa de estas diferencias.

## Historia

### Orígenes

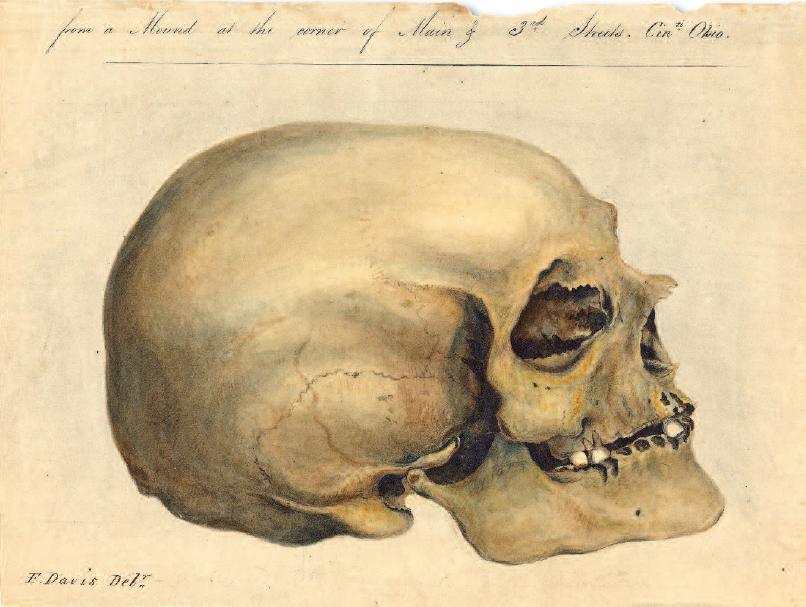
Litografía de un cráneo norteamericano de Crania Americana de Samuel Morton, 1839. Morton creía que la inteligencia estaba correlacionada con el tamaño del cerebro y variaba entre grupos raciales.

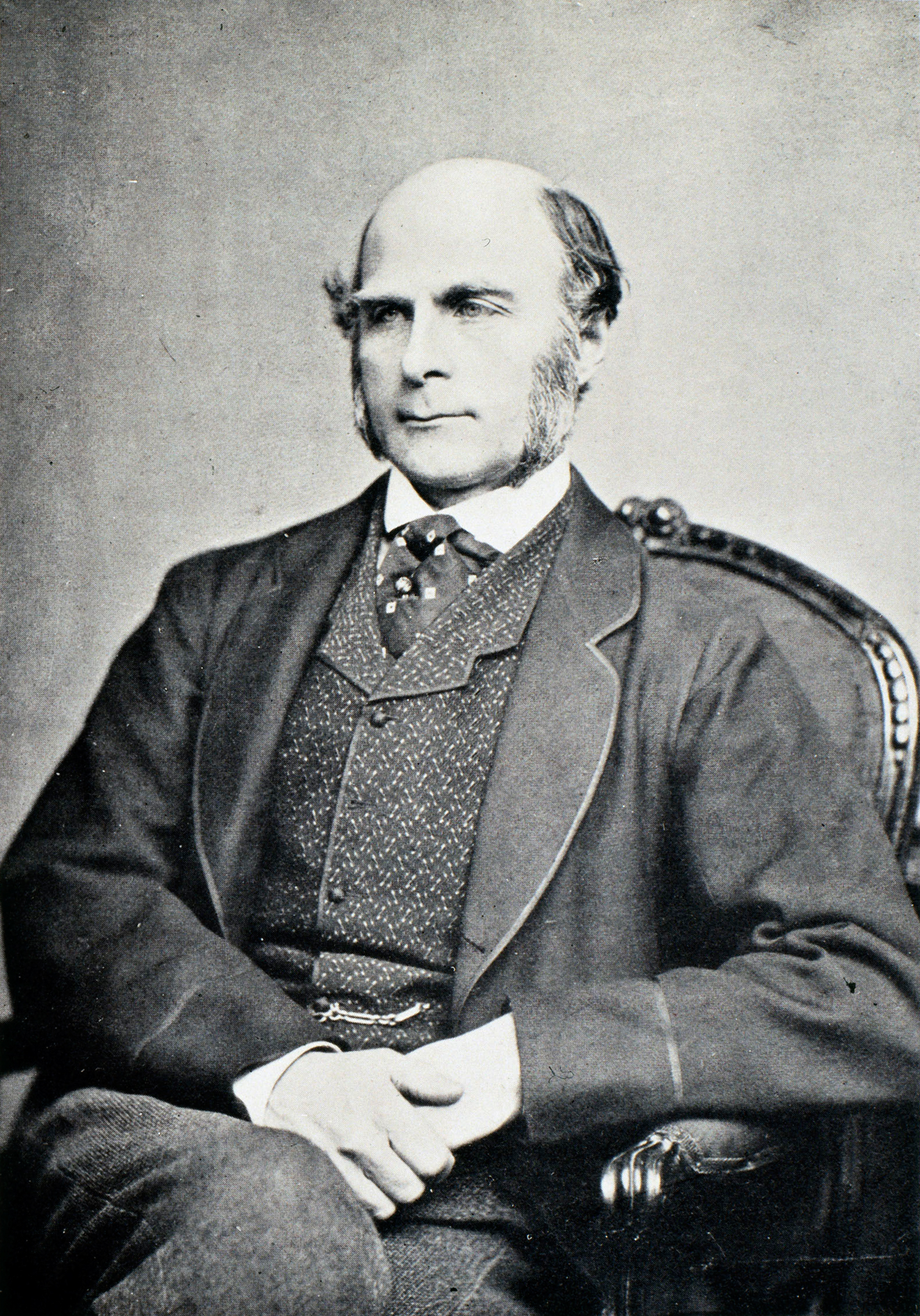
Francis Galton, el eugenista inglés que escribió extensamente sobre la relación entre inteligencia y clase social.

En el siglo XVIII, filósofos y científicos europeos como Voltaire, David Hume, Immanuel Kant y Carlos Linneo, propusieron la existencia de diferentes habilidades mentales entre las razas. Durante el siglo XIX y principios del XX, la idea de que existen diferencias en las estructuras cerebrales y el tamaño del cerebro de diferentes razas, y que estas diferencias explican las diferentes inteligencias, fue muy defendida y estudiada.
A través de la publicación de su libro Hereditary Genius en 1869, el polímata Francis Galton estimuló el interés en el estudio de las habilidades mentales, particularmente en lo que se refiere a la herencia y la eugenesia. Al carecer de los medios para medir directamente la capacidad intelectual, Galton intentó estimar la inteligencia de varios grupos raciales y étnicos. Basó sus estimaciones en observaciones de sus viajes y de los de otros, el número y la calidad de los logros intelectuales de diferentes grupos y el porcentaje de "hombres eminentes" en cada uno de estos grupos. Galton argumentó que la inteligencia se distribuía normalmente en todos los grupos raciales y étnicos, y que los medios de distribución variaban entre los grupos. En la estimación de Galton, los antiguos griegos áticos habían sido las personas con el promedio de inteligencia más alto, seguidos por los ingleses contemporáneos, con los africanos negros en un nivel más bajo y los aborígenes australianos aún más bajo. No estudió específicamente a los judíos, pero señaló que "parecen ser ricos en familias de altas razas intelectuales".

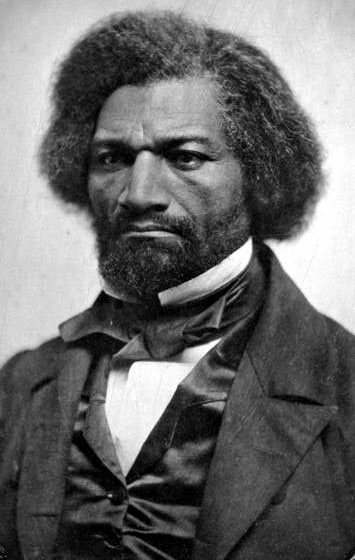
El abolicionista Frederick Douglass en 1856.

Mientras tanto, el abolicionista estadounidense y esclavo fugitivo Frederick Douglass (1817-1895) había ganado fama por sus escritos oratorios e incisivos, a pesar de haber aprendido a leer de niño en gran parte a través de la observación subrepticia. En consecuencia, los abolicionistas lo describieron como un contraejemplo viviente de los argumentos de los propietarios de esclavos de que los afrodescendientes carecían de la capacidad intelectual para funcionar como ciudadanos estadounidenses independientes. Su elocuencia fue tan notable que a algunos les costaba creer que alguna vez había sido esclavo. En los últimos años de su vida, un periódico lo describió como "un brillante ejemplo de la capacidad de la raza de color, incluso bajo la devastadora influencia de la esclavitud, de la cual emergió y se convirtió en uno de los ciudadanos distinguidos del país".
En 1895, R. Meade Bache de la Universidad de Pensilvania publicó un artículo en Psychological Review afirmando que el tiempo de reacción aumenta con la evolución. Bache apoyó esta afirmación con datos que muestran tiempos de reacción más lentos entre los estadounidenses blancos en comparación con los de los nativos americanos y los afroamericanos, y los nativos americanos tienen el tiempo de reacción más rápido. Él planteó la hipótesis de que el lento tiempo de reacción de los estadounidenses blancos se debía a que poseían cerebros más contemplativos que no funcionaban bien en tareas que requerían respuestas automáticas. Este fue uno de los primeros ejemplos de "racismo científico" moderno, en el que se utilizó un barniz de ciencia para reforzar la creencia en la superioridad de una raza en particular.

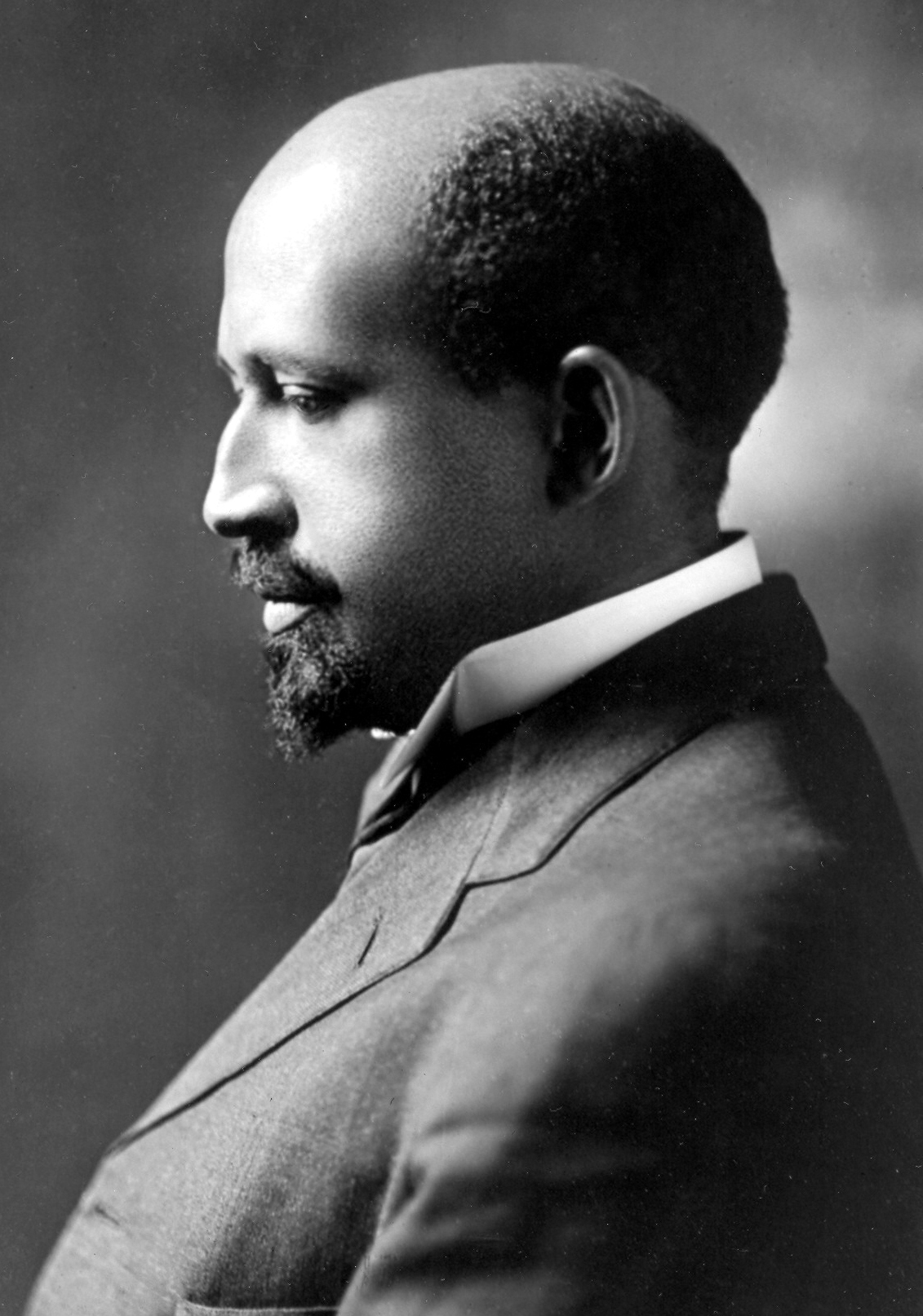
El sociólogo W. E. B. Du Bois en 1911.

En 1903, el pionero sociólogo afroamericano W. E. B. Du Bois publicó su histórica colección de ensayos The Souls of Black Folk en defensa de la capacidad mental inherente y la humanidad igualitaria de los negros. Según Manning Marable, este libro "ayudó a crear el argumento intelectual para la lucha por la libertad de los negros en el siglo XX. 'Souls' justificó la búsqueda de una educación superior para los negros y, por lo tanto, contribuyó al surgimiento de la clase media negra". En contraste con otros líderes de derechos civiles como Booker T. Washington, quien abogó por el progreso incremental y la educación vocacional como una forma para que los estadounidenses negros demuestren las virtudes de la "industria, el ahorro, la inteligencia y la propiedad" a la mayoría blanca, Du Bois defendió que las escuelas negras se centraran más en las artes liberales y el currículo académico (incluidos los clásicos, las artes y las humanidades), porque las artes liberales eran necesarias para desarrollar una élite de liderazgo. Du Bois argumentó que tanto las poblaciones negras como las blancas dan lugar naturalmente a lo que él denominó "el décimo talentoso" de individuos intelectualmente dotados.

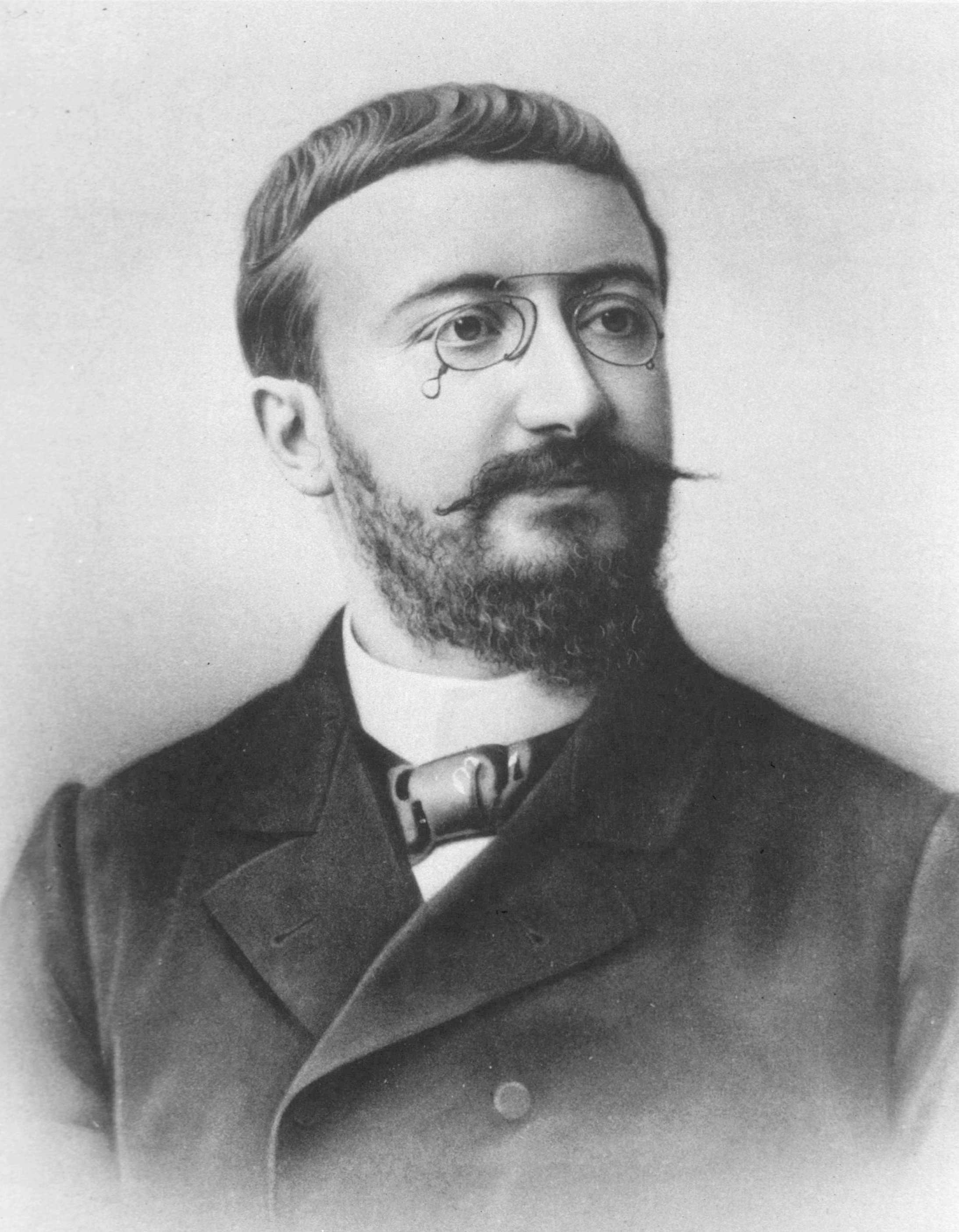
Alfred Binet (1857-1911), inventor de la primera prueba de inteligencia.

Al mismo tiempo, el discurso del "racismo científico" solo se estaba acelerando. En 1910, el sociólogo Howard W. Odum publicó su libro Mental and Social Traits of the Negro, que describía a los estudiantes afroamericanos como "carentes de afecto filial, fuertes instintos migratorios, y tendencias; poco sentido de veneración, integridad u honor; indolentes, desordenados, imprevistos, extravagantes, perezosos, faltos de perseverancia e iniciativa y poco dispuestos a trabajar continuamente en los detalles. De hecho, la experiencia con el negro en las aulas indica que es imposible lograr que el niño haga algo con precisión continua, y de manera similar en actividades industriales, el negro muestra una lamentable falta de poder de actividad sostenida y conducta constructiva". Como explica el historiador de la psicología Ludy T. Benjamin, "con creencias tan perjudiciales disfrazadas de hechos", fue en este momento en que se impuso la segregación educativa basada en la raza en algunos estados.

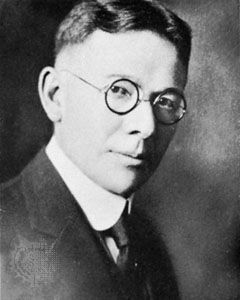
Lewis Terman, psicólogo y desarrollador del test de inteligencia Stanford-Binet.

En 1916 George O. Ferguson realizó una investigación en su tesis de Columba Ph.D. sobre "La psicología del negro", que reflejaba los estereotipos contemporáneos, encontrando que los afroamericanos eran pobres en pensamiento abstracto aunque buenos en respuestas físicas, y recomendando que esto debería reflejarse en la educación. En el mismo año Lewis Terman, en el manual que acompaña a la Prueba de Inteligencia Stanford-Binet, argumentó a favor de una mayor frecuencia de los llamados "idiotas" entre los grupos raciales estadounidenses no blancos, y concluyó que las "diferencias raciales enormemente significativas en inteligencia general" que él creía ver no podían remediarse con la educación.

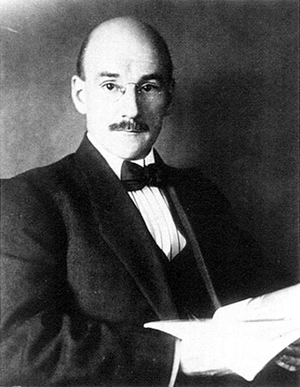
El psicólogo Henry H. Goddard había sugerido con Terman que la "debilidad mental" era hereditaria.

En 1916, un equipo de psicólogos, dirigido por Robert Yerkes y que incluía a Terman y Henry H. Goddard, adaptó las pruebas de Stanford-Binet como pruebas grupales de opción múltiple para que las utilizara el ejército estadounidense. En 1919, Yerkes ideó una versión de esta prueba para civiles, la Prueba Nacional de Inteligencia, que se utilizó en todos los niveles de educación y en los negocios. Al igual que Terman, Goddard había argumentado en su libro, Feeble-mindedness: Its causes and consequences (1914), que la "debilidad mental" era hereditaria; y en 1920, Yerkes, en su libro con Yoakum sobre las Pruebas Mentales del Ejército, describió cómo "originalmente estaban destinadas, y ahora se conocen definitivamente, para medir la capacidad intelectual nativa". Tanto Goddard como Terman argumentaron que a los débiles mentales no se les debería permitir reproducirse. En Estados Unidos, sin embargo, independientemente y antes de las pruebas de coeficiente intelectual, había habido presión política para que tales políticas eugenésicas se hicieran cumplir mediante la esterilización; a su debido tiempo, las pruebas de CI se utilizaron más tarde como justificación para esterilizar a los retrasados mentales.
También se argumentó que las pruebas de coeficiente intelectual deberían usarse para controlar la inmigración a los Estados Unidos. Ya en 1917, Goddard informó sobre los bajos puntajes de CI de los recién llegados a la Isla Ellis; y Yerkes argumentó a partir de los puntajes de las pruebas del ejército que había niveles de coeficiente intelectual consistentemente más bajos entre los de Europa del Este y Sur, lo que podría conducir a una disminución en la inteligencia nacional. En 1923, en su libro A study of American intelligence, Carl Brigham escribió que, sobre la base de las pruebas del ejército: "La disminución de la inteligencia se debe a dos factores, el cambio de razas que migran a este país y al factor adicional de enviar representantes inferiores e inferiores de cada raza". Concluyó que: "Las medidas que deben tomarse para preservar o aumentar nuestra capacidad mental actual deben, por supuesto, ser dictadas por la ciencia y no por la conveniencia política. La inmigración no solo debe ser restrictiva, sino altamente selectiva". La Ley de inmigración de 1924 puso en práctica estas recomendaciones, introduciendo cuotas basadas en el censo de 1890, antes de las oleadas de inmigración de Polonia e Italia. Si bien Gould y Kamin argumentaron que las afirmaciones psicométricas de la superioridad nórdica tuvieron una profunda influencia en la institucionalización de la ley de inmigración de 1924, otros académicos han argumentado que "la eventual aprobación de la ley de inmigración 'racista' de 1924 no se vio afectada de manera crucial por las contribuciones de Yerkes u otros psicólogos".

### 1920–1960
En la década de 1920, los psicólogos comenzaron a cuestionar los supuestos subyacentes de las diferencias raciales en la inteligencia; aunque sin descontarlos, se consideró la posibilidad de que fueran en menor escala de lo que se suponía anteriormente y también por factores distintos de la herencia. En 1924, Floyd Allport escribió en su libro Social Psychology que el sociólogo francés Gustave Le Bon se equivocó al afirmar "una brecha entre especies inferiores y superiores", y señaló que la "herencia social" y los "factores ambientales" explican diferencias. Sin embargo, sugirió que: "la inteligencia de la raza blanca es de un orden más versátil y complejo que la de la raza negra. Probablemente sea superior a la de las razas roja o amarilla".
En 1929, Robert Woodworth, en su libro de texto Psychology: A Study of Mental Life, no hizo afirmaciones sobre las diferencias innatas en la inteligencia entre razas, sino que señaló factores ambientales y culturales. Consideró aconsejable "suspender el juicio y mantener los ojos abiertos de año en año en busca de pruebas frescas y más concluyentes que probablemente se descubrirán".

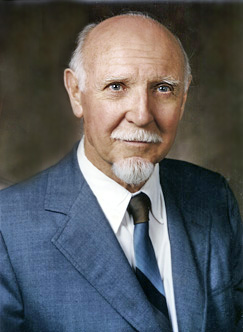
Raymond Cattell, conocido por la investigación psicométrica de la estructura psicológica intrapersonal, abogó por la eutanasia de las razas supuestamente inferiores.

En la década de 1930, el psicólogo inglés Raymond Cattell escribió tres tratados, Psychology and Social Progress (1933), The Fight for Our National Intelligence (1937) and Psychology and the Religious Quest (1938). El segundo fue publicado por la Eugenics Society, de la que había sido investigador; predijo las desastrosas consecuencias de no detener el declive de la inteligencia promedio en Gran Bretaña en un punto por década. En 1933, Cattell escribió que, de todas las razas europeas, la "raza nórdica fue la más evolucionada en inteligencia y estabilidad de temperamento". Abogó por "ninguna mezcla de sangre entre grupos raciales" porque "la reorganización resultante de impulsos y unidades psíquicas junta en cada individuo una serie de fuerzas que pueden ser incompatibles". Racionalizó el "odio y aborrecimiento ... por la práctica judía de vivir en otras naciones en lugar de formar un grupo independiente y autosostenido propio", refiriéndose a ellos como "intrusos" con un "astuto espíritu de cálculo". Recomendó una división rígida de las razas, refiriéndose a las que sugerían que las personas fueran juzgadas por sus méritos, independientemente de su origen racial, como "razas pobres". Escribió que en el pasado, "las ramas atrasadas del árbol de la humanidad" habían sido cortadas porque "los indios americanos, los australianos negros, los mauris y los negros habían sido expulsados de sus tierras por el derramamiento de sangre", sin darse cuenta de "la racionalidad biológica de ese destino". Abogó por lo que vio como una solución más ilustrada: por el control de la natalidad, por la esterilización y por "la vida en reservas y asilos adaptados", donde las "razas que han cumplido su turno [deberían] ser llevadas a la eutanasia". Consideraba que los negros eran naturalmente inferiores, debido a su supuestamente "pequeña capacidad de cráneo". En 1937, elogió al Tercer Reich por sus leyes eugenésicas y por "ser el primero en adoptar la esterilización junto con una política de mejoramiento racial". En 1938, después de que los periódicos informaran sobre la segregación de judíos en guetos y campos de concentración, comentó que el ascenso de Alemania "debería ser bienvenido por el hombre religioso como una prueba tranquilizadora de que, a pesar de la riqueza y la comodidad modernas, no se nos permitirá ... adoptar prácticas sociales insensatas en un desapego fatal de la corriente de la evolución". A fines de 1937, Cattell se mudó a los Estados Unidos por invitación del psicólogo Edward Thorndike de la Universidad de Columbia, también involucrado en la eugenesia. Pasó el resto de su vida allí como psicólogo investigador, dedicándose después de su jubilación a idear y dar a conocer una versión refinada de su ideología de la década de 1930 a la que llamó beyondism (término que proviene del inglés beyond, que significa "más allá").

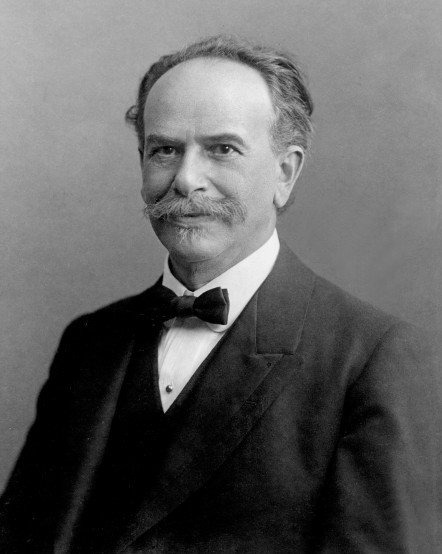
Franz Boas, considerado el padre de la antropología en los EE. UU., tuvo una influencia duradera en el trabajo de Otto Klineberg y su generación.

En 1935, Otto Klineberg escribió dos libros, Negro Intelligence and Selective Migration y Race Differences, desestimando las afirmaciones de que los afroamericanos de los estados del norte eran más inteligentes que los del sur. Sostuvo que no existían pruebas científicas de diferencias raciales en inteligencia y que, por lo tanto, esto no debería utilizarse como justificación de políticas en educación o empleo.
La visión hereditaria comenzó a cambiar en la década de 1920 como reacción a las excesivas afirmaciones eugenistas sobre las habilidades y el carácter moral, y también debido al desarrollo de argumentos ambientales convincentes. En la década de 1940, muchos psicólogos, especialmente los psicólogos sociales, comenzaron a argumentar que los factores ambientales y culturales, así como la discriminación y los prejuicios, proporcionaban una explicación más probable de las disparidades en la inteligencia. Según Franz Samelson, este cambio de actitud se había generalizado para entonces, con muy pocos estudios sobre las diferencias raciales en la inteligencia, un cambio provocado por un aumento en el número de psicólogos que no eran de un origen "anglosajón ... blanco como la azucena" sino de origen judío. Otros factores que influyeron en los psicólogos estadounidenses fueron los cambios económicos provocados por la depresión y la renuencia de los psicólogos a arriesgarse a ser asociados con las afirmaciones nazis de una raza superior. La declaración racial de 1950 de la UNESCO, preparada en consulta con científicos, incluido Klineberg, creó un nuevo tabú contra la realización de investigaciones científicas sobre cuestiones relacionadas con la raza. Adolf Hitler prohibió las pruebas de CI por ser "judías", al igual que Iósif Stalin por ser "burguesas".

### 1960–1980

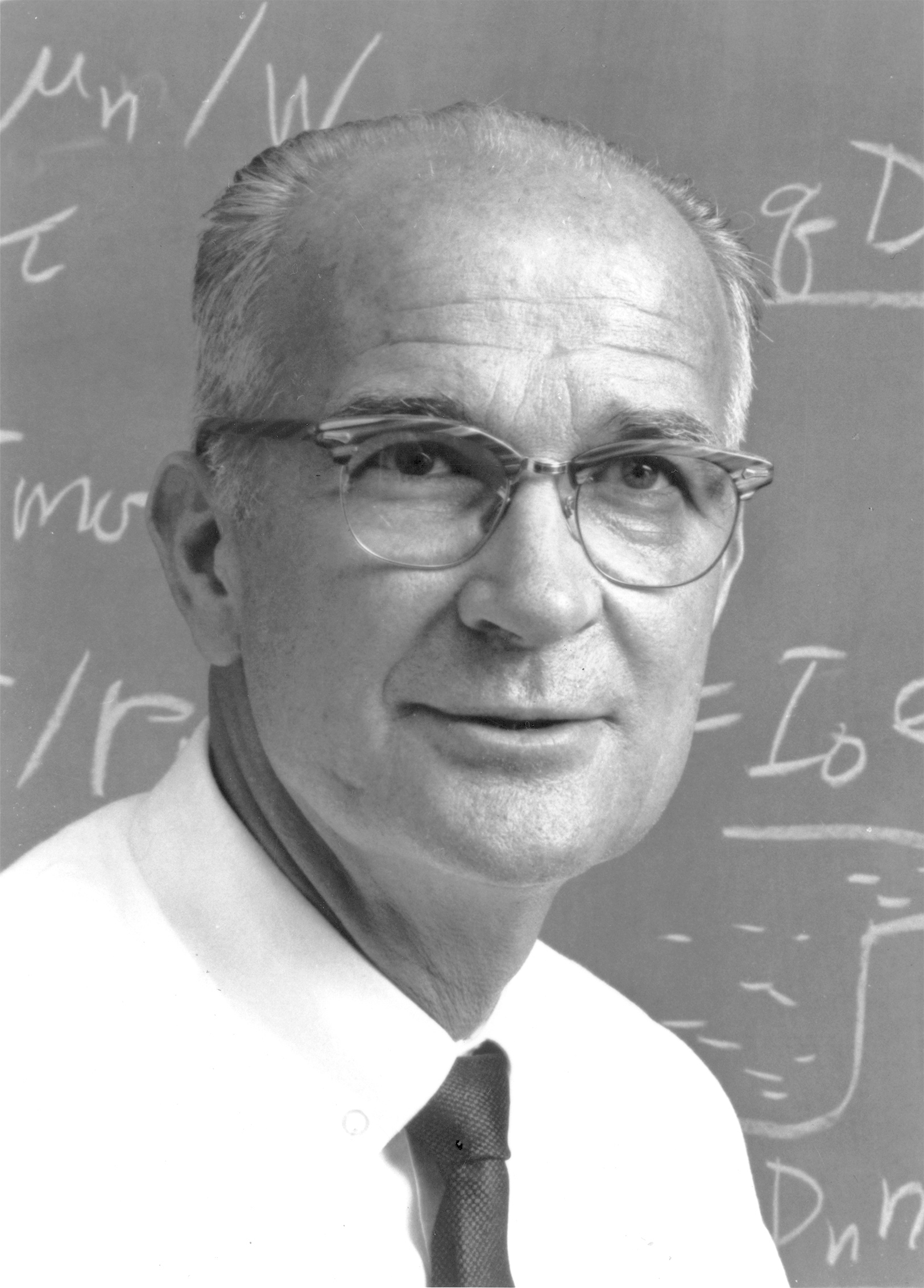
William Shockley, premio Nobel de Física, sugirió que el declive del CI promedio en los EE. UU. podría resolverse mediante la eugenesia.

En 1965 William Shockley, premio Nobel de Física y profesor de la Universidad Stanford, hizo una declaración pública en la conferencia Nobel sobre "Genética y el futuro del hombre" sobre los problemas del "deterioro genético" en humanos causado por la "evolución a la inversa". Afirmó que los sistemas de apoyo social diseñados para ayudar a los desfavorecidos tenían un efecto regresivo. Shockley posteriormente afirmó que el grupo de población estadounidense más competente eran los descendientes de los colonos europeos originales, debido a las presiones selectivas extremas impuestas por las duras condiciones del colonialismo temprano. Hablando de la "esclavitud genética" de los afroamericanos, debido a una tasa de natalidad anormalmente alta, Shockley desaconsejó la mejora de la educación como remedio, sugiriendo en cambio la esterilización y el control de la natalidad. En los diez años siguientes continuó defendiendo esta posición, alegando que no se basaba en prejuicios sino "en estadísticas sólidas". Las francas declaraciones públicas y el cabildeo de Shockley lo pusieron en contacto con quienes dirigen el Pioneer Fund, quienes posteriormente, a través del intermediario Carleton Putnam, proporcionaron apoyo financiero para sus extensas actividades de cabildeo en esta área, según se informó ampliamente en la prensa. Con el psicólogo y segregacionista R. Travis Osborne como asesor, formó la Fundación para la Investigación y la Educación en Eugenesia y Disgenia (FREED). Aunque su propósito declarado era "únicamente con fines científicos y educativos relacionados con la población humana y los problemas de calidad", FREED actuó principalmente como una agencia de presión para difundir las ideas de Shockley sobre la eugenesia.

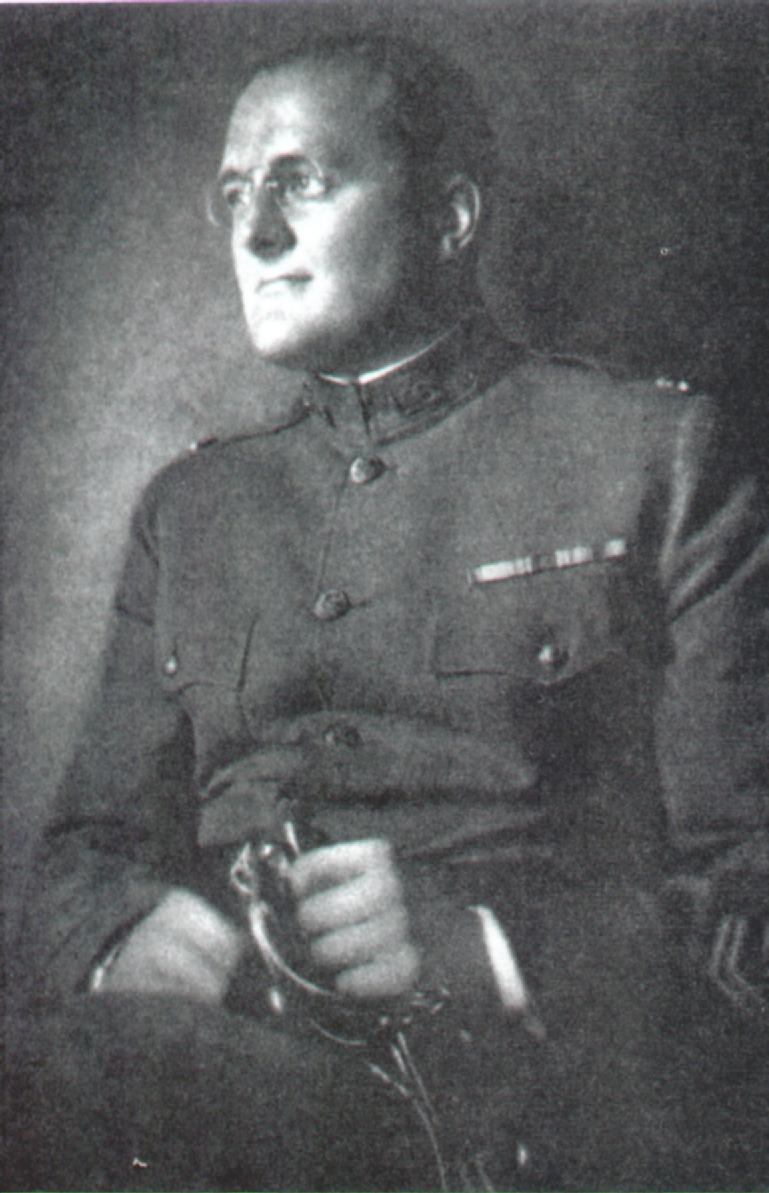
Wickliffe Draper, fundador del Pioneer Fund.

El Pioneer Fund había sido creado por Wickliffe Draper en 1937 con uno de sus dos propósitos caritativos que era proporcionar ayuda para "el estudio y la investigación de los problemas de la herencia y la eugenesia en la raza humana" y "los problemas de la mejora de la raza con especial referencia a la gente de los Estados Unidos". Desde finales de los años cincuenta en adelante, tras la decisión de la Corte Suprema de 1954 sobre la segregación en las escuelas, apoyó a psicólogos y otros científicos a favor de la segregación. Todos estos finalmente ocuparon cargos académicos en los estados del sur, en particular Henry E. Garrett (jefe de psicología en la Universidad de Columbia hasta 1955), Wesley Critz George, Frank CJ McGurk, R. Travis Osborne y Audrey Shuey, quien en 1958 escribió The Testing of Negro Intelligence, demostrando "la presencia de diferencias nativas entre negros y blancos según lo determinado por pruebas de inteligencia". En 1959 Garrett ayudó a fundar la Asociación Internacional para el Avance de la Etnología y la Eugenesia, una organización que promueve la segregación. En 1961 culpó el alejamiento del hereditarismo, que describió como el "engaño científico del siglo", a la escuela de pensamiento –el "culto de Boas" – promovida por sus antiguos colegas en Columbia, en particular Franz Boas y Otto Klineberg, y más generalmente "organizaciones judías", la mayoría de las cuales "apoyan beligerantemente el dogma igualitario que aceptan como probado 'científicamente'". También señaló los orígenes marxistas de este cambio, escribiendo en un panfleto, Desegregación: hecho y tonterías, que: "Es cierto que los comunistas han ayudado en la aceptación y difusión del igualitarismo, aunque el alcance y el método de su ayuda es difícil de evaluar. El igualitarismo es una buena doctrina marxista, no es probable que cambie con los giros en la línea del Kremlin". En 1951 Garrett incluso llegó a denunciar a Klineberg ante el FBI por defender "muchas teorías comunistas", incluida la idea de que "no hay diferencias en las razas de la humanidad".
Una de las campañas de presión de Shockley involucró al psicólogo educativo, Arthur Jensen, de la Universidad de California en Berkeley (UC Berkeley). Aunque al principio de su carrera, Jensen había favorecido los factores ambientales en lugar de los genéticos como explicación de las diferencias raciales en la inteligencia, había cambiado de opinión durante 1966-1967 cuando estaba en el Center for Advanced Study in the Behavioral Sciences en Stanford. Aquí Jensen conoció a Shockley y, a través de él, recibió apoyo para su investigación del Pioneer Fund. Aunque los nombres de Shockley y Jensen se vincularían más tarde en los medios, Jensen no menciona a Shockley como una influencia importante en su pensamiento en sus escritos posteriores; más bien describe como decisivo su trabajo con Hans Eysenck. También menciona su interés en las teorías conductistas de Clark L. Hull, que dice que abandonó en gran parte porque las encontró incompatibles con los hallazgos experimentales durante sus años en Berkeley.

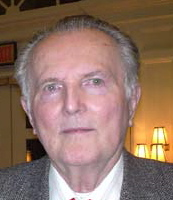
Arthur Jensen, profesor de psicología educativa en UC Berkeley que escribió el artículo de 1969 sobre inteligencia que se convirtió en uno de los artículos más controvertidos en la historia de la psicología.

En un artículo de 1968 publicado en Disadvantaged Child, Jensen cuestionó la eficacia de los programas de desarrollo infantil y de lucha contra la pobreza, y escribió: "Como política social, evitar el problema podría ser perjudicial para todos a largo plazo, especialmente para las generaciones futuras de negros, que podrían sufrir más por los intentos bien intencionados pero equivocados e ineficaces de mejorar su suerte". En 1969, Jensen escribió un largo artículo en la Harvard Educational Review, "¿Cuánto podemos aumentar el CI y el logro académico?"
En su artículo, de 123 páginas, Jensen insistió en la precisión y la falta de sesgo en las pruebas de inteligencia, afirmando que la cantidad absoluta de g que medían, el factor de inteligencia general, introducido por primera vez por el psicólogo inglés Charles Spearman en 1904, "era como un Peñón de Gibraltar en psicometría". Hizo hincapié en la importancia de las consideraciones biológicas en la inteligencia, comentando que "la creencia en la plasticidad casi infinita del intelecto, la negación persistente de los factores biológicos en las diferencias individuales y el desprecio del papel de la genética en el estudio de la inteligencia sólo pueden obstaculizar la investigación y comprensión de las condiciones, procesos y límites a través de los cuales el entorno social influye en el comportamiento humano". Argumentó extensamente que, contrariamente a la ortodoxia ambientalista, la inteligencia dependía en parte de los mismos factores genéticos que influyen en otros atributos físicos. De manera más controvertida, especuló brevemente que la diferencia en el rendimiento escolar entre negros y blancos podría tener una explicación en parte genética, comentando que había "varias líneas de evidencia, ninguna de las cuales es definitiva por sí sola, pero que, vistas en conjunto, dejan como una hipótesis razonable que los factores genéticos están fuertemente implicados en la diferencia de inteligencia promedio entre negros y blancos. La preponderancia de la evidencia es, en mi opinión, menos consistente con una hipótesis estrictamente ambiental que con una hipótesis genética, que, por supuesto, no excluye la influencia del medio ambiente o su interacción con factores genéticos". Abogó por la asignación de recursos educativos según el mérito e insistió en la estrecha correlación entre inteligencia y estatus ocupacional, argumentando que "en una sociedad que valora y recompensa el talento y el mérito individual, los factores genéticos adquieren inevitablemente una importancia considerable". Preocupado porque el CI promedio en los Estados Unidos era inadecuado para responder a las crecientes necesidades de una sociedad industrializada, predijo que las personas con un CI más bajo se volverían desempleadas y, al mismo tiempo, habría un número insuficiente con un CI más alto para ocupar puestos profesionales. Sintió que la reforma eugenésica evitaría esto con más eficacia que la educación compensatoria, suponiendo que "la técnica para aumentar la inteligencia per se en el sentido de g, probablemente radica más en la provincia de la ciencia biológica que en la psicología o la educación". Señaló que la inteligencia y el tamaño de la familia estaban inversamente correlacionados, particularmente entre la población negra, por lo que la tendencia actual en la inteligencia nacional promedio era disgénica en lugar de eugenésica. Como escribió, "¿Existe el peligro de que las políticas de bienestar actuales, sin la ayuda de la previsión eugenésica, puedan conducir a la esclavitud genética de un segmento sustancial de nuestra población? Las consecuencias más completas de nuestro fracaso en estudiar seriamente estas cuestiones bien pueden ser juzgadas por las generaciones futuras como la mayor injusticia de nuestra sociedad hacia los negros estadounidenses ". Concluyó enfatizando la importancia de la educación centrada en el niño. Aunque se había desarrollado una tradición para el uso exclusivo de aprendizaje cognitivo en las escuelas, Jensen argumentó que no era adecuado para "la herencia genética y cultural de estos niños": aunque eran capaces de aprendizaje asociativo y memorización (capacidad de "Nivel I"), tenían dificultades con el razonamiento conceptual abstracto (capacidad de "Nivel II" ). Sintió que en estas circunstancias el éxito de la educación dependía de explotar "el aprendizaje potencial real que está latente en los patrones de habilidades de estos niños". Sugirió que, para asegurar la igualdad de oportunidades, "las escuelas y la sociedad deben proporcionar una gama y diversidad de métodos educativos, programas y metas, y de oportunidades ocupacionales, tan amplia como la gama de habilidades humanas."
Más tarde, al escribir sobre cómo surgió el artículo, Jensen dijo que los editores de la Review le habían pedido específicamente que incluyera su opinión sobre la heredabilidad de las diferencias raciales, que no había publicado anteriormente. También sostiene que solo el cinco por ciento del artículo abordó el tema de la diferencia racial en el CI. Cronbach (1975) también dio una descripción detallada de cómo los estudiantes editores de Harvard Educational Review encargaron y negociaron el contenido del artículo de Jensen.
Muchos académicos han hecho comentarios sobre lo que consideraban los puntos principales del artículo de Jensen y los libros posteriores a principios de la década de 1970 que ampliaron su contenido. Según Jencks y Phillips (1998), en su artículo Jensen había argumentado "que los programas educativos para niños desfavorecidos iniciados como la Guerra contra la Pobreza habían fracasado, y la brecha racial entre blancos y negros probablemente tenía un componente genético sustancial". Resumieron el argumento de Jensen de la siguiente manera:
1. "La mayor parte de la variación en las puntuaciones de blanco y negro es genética"
2. "Nadie ha avanzado una explicación ambiental plausible para la brecha entre blanco y negro"
3. "Por lo tanto, es más razonable asumir que parte de la brecha entre blanco y negro es de origen genético".

Según Loehlin, Lindzey y Spuhler (1975), el artículo de Jensen defendía 3 afirmaciones:
1. Las pruebas de CI proporcionan mediciones precisas de una capacidad humana real que es relevante en muchos aspectos de la vida.
2. La inteligencia, medida por las pruebas de CI, es altamente heredable (alrededor del 80%) y los padres con un CI bajo tienen muchas más probabilidades de tener hijos con un CI bajo.
3. Los programas educativos no han podido cambiar significativamente la inteligencia de individuos o grupos.

Según Webster (1997), el artículo afirmaba "una correlación entre la inteligencia, medida por pruebas de CI, y los genes raciales". Escribió que Jensen, basado en evidencia empírica, había concluido que "la inteligencia negra era congénitamente inferior a la de los blancos"; que "esto explica en parte los logros educativos desiguales"; y que, "debido a que un cierto nivel de bajo rendimiento se debió a los atributos genéticos inferiores de los negros, los programas compensatorios y de enriquecimiento están destinados a ser ineficaces para cerrar la brecha racial en los logros educativos". Varios comentaristas mencionan las recomendaciones de Jensen para la escolarización: según Barry Nurcombe,

La propia investigación de Jensen sugiere que las pruebas de CI amalgaman dos formas de pensamiento que están relacionadas jerárquicamente pero que se distribuyen diferencialmente en la población según el SES: nivel 1 y nivel 2, aprendizaje asociativo y pensamiento abstracto (g), respectivamente. A los negros les va tan bien como a los blancos en las pruebas de aprendizaje asociativo, pero se quedan atrás en el pensamiento abstracto. El sistema educativo debería atender esta discrepancia y derivar un enfoque más pluralista. El sistema actual pone a los grupos minoritarios en una marcada desventaja, ya que sobre enfatiza el pensamiento de tipo g.

Jensen ya había sugerido en el artículo que iniciativas como el Programa Head Start eran ineficaces, escribiendo en la oración inicial: "Se ha intentado la educación compensatoria y aparentemente ha fracasado". Otros expertos en psicometría, como Flynn (1980) y Mackintosh (1998), han dado cuenta de la teoría de Jensen de las habilidades de Nivel I y Nivel II, que se originó en este y en artículos anteriores. Como comentó el historiador de la psicología William H. Tucker, la pregunta de Jensen es importante: "¿Existe el peligro de que las políticas de bienestar actuales, sin la ayuda de la previsión eugenésica, puedan conducir a la esclavitud genética de un segmento sustancial de nuestra población? Las consecuencias más completas de nuestro fracaso en estudiar seriamente estas cuestiones pueden ser juzgadas por las generaciones futuras como la mayor injusticia de nuestra sociedad hacia los negros estadounidenses". Tucker señaló que repite la frase de Shockley "esclavitud genética", que más tarde resultó ser una de las más inflamatorias declaraciones en el artículo.
Shockley llevó a cabo una amplia campaña publicitaria para el artículo de Jensen, con el apoyo del Pioneer Fund. Las opiniones de Jensen se hicieron ampliamente conocidas en muchas esferas. Como resultado, hubo un renovado interés académico en el punto de vista hereditario y en las pruebas de inteligencia. El artículo original de Jensen tuvo una amplia circulación y fue citado con frecuencia; el material se enseñó en cursos universitarios sobre una variedad de disciplinas académicas. En respuesta a sus críticos, Jensen escribió una serie de libros sobre todos los aspectos de la psicometría. También hubo una respuesta positiva generalizada de la prensa popular -con The New York Times Magazine apodando el tema "Jensenismo"- y entre políticos y legisladores.
En 1971, Richard Herrnstein escribió un largo artículo sobre pruebas de inteligencia en The Atlantic para un público general. Indeciso sobre las cuestiones de raza e inteligencia, discutió en cambio las diferencias de puntuación entre las clases sociales. Como Jensen, adoptó un punto de vista firmemente hereditario. También comentó que la política de igualdad de oportunidades daría lugar a una rigidez de las clases sociales, separadas por diferencias biológicas, lo que resultaría en una tendencia a la baja en la inteligencia promedio que entraría en conflicto con las crecientes necesidades de una sociedad tecnológica.

Hans Eysenck, profesor de psicología en el Instituto de Psiquiatría y mentor de Jensen.

Los artículos de Jensen y Herrnstein fueron ampliamente discutidos. Hans Eysenck defendió el punto de vista hereditario y el uso de pruebas de inteligencia en "Raza, inteligencia y educación" (1971), un panfleto que presenta el jensenismo a una audiencia popular, y "La desigualdad del hombre" (1973). Fue muy crítico con los antihereditarios cuyas políticas culpó de muchos de los problemas de la sociedad. En el primer libro escribió que, "Toda la evidencia hasta la fecha sugiere la fuerte y de hecho abrumadora importancia de los factores genéticos en la producción de la gran variedad de diferencias intelectuales que [se] observan entre ciertos grupos raciales", agregando en el segundo, que "para cualquiera que desee perpetuar las diferencias de clase o casta, la genética es el verdadero enemigo". "Raza, inteligencia y educación" fue inmediatamente criticada en términos fuertes por la investigadora de CI Sandra Scarr como una "popularización acrítica de las ideas de Jensen sin los matices y calificativos que hacen que muchos de los escritos de Jensen sean creíbles o al menos responsables".
Como se describe en Cronberg (1975), grupos de estudiantes y profesores de Berkeley y Harvard protestaron contra los artículos de Jensen y Herrnstein con acusaciones de racismo y demandas para su despido. Dos semanas después de la publicación del artículo de Jensen, los Estudiantes por una Sociedad Democrática se volvieron activos en el campus de Berkeley con cánticos de "¡Alto al racismo. ¡Despedid a Jensen!" El propio Jensen afirma que incluso perdió su empleo en Berkeley debido a la controversia. Se llevaron a cabo campañas similares en Londres contra Eysenck y en Boston contra el sociobiólogo Edward Wilson. Los ataques a Wilson fueron orquestados por el Sociobiology Study Group, parte de la organización de izquierda Science for the People, formada por 35 científicos y estudiantes, incluidos los biólogos de Harvard Stephen J. Gould y Richard Lewontin, quienes se convirtieron en destacados críticos de la investigación hereditaria en raza e inteligencia. En 1972, 50 académicos, incluidos los psicólogos Jensen, Eysenck y Herrnstein, así como cinco premios Nobel, firmaron una declaración titulada "Resolución sobre la libertad científica con respecto al comportamiento humano y la herencia", criticando el clima de "represión, castigo y difamación de los científicos que hizo hincapié en el papel de la herencia en el comportamiento humano". En octubre de 1973 apareció en The New York Times un anuncio de media página titulado "Resolución contra el racismo". Con más de 1000 signatarios académicos, incluido Lewontin, condenó la "investigación racista", denunciando en particular a Jensen, Shockley y Herrnstein.
Esto estuvo acompañado de comentarios, críticas y denuncias de la comunidad académica. Dos números de la Harvard Educational Review se dedicaron a las críticas del trabajo de Jensen por psicólogos, biólogos y pedagogos. Según lo documentado por Wooldridge (1995), los principales comentarios involucraron: genética de poblaciones (Richard Lewontin, Luigi Cavalli-Sforza, Walter Bodmer); la heredabilidad de la inteligencia (Christopher Jencks, Mary Jo Bane, Leon Kamin, David Layzer); la posible inexactitud de las pruebas de CI como medidas de inteligencia (resumido en Jensen 1980, págs. 20-21); y supuestos sociológicos sobre la relación entre inteligencia e ingresos (Jencks y Bane). Más específicamente, el biólogo de Harvard Richard Lewontin comentó sobre el uso de la genética de poblaciones por parte de Jensen, escribiendo que, "El error fundamental del argumento de Jensen es confundir la heredabilidad del carácter dentro de una población con la heredabilidad entre dos poblaciones". Jensen negó haber hecho tal afirmación, diciendo que su argumento era que la alta heredabilidad dentro del grupo aumentaba la probabilidad de heredabilidad entre grupos distinta de cero. Los politólogos Christopher Jencks y Mary Jo Bane, también de Harvard, recalcularon la heredabilidad de la inteligencia como un 45% en lugar de la estimación de Jensen del 80%; y calcularon que solo alrededor del 12% de la variación en los ingresos se debía al CI, por lo que, en su opinión, las conexiones entre el CI y la ocupación eran menos claras de lo que había sugerido Jensen.
Las diferencias ideológicas también surgieron en la controversia. El círculo de científicos alrededor de Lewontin y Gould rechazó la investigación de Jensen y Herrnstein como "mala ciencia". Si bien no se opusieron a la investigación sobre la inteligencia per se, sintieron que esta investigación estaba motivada políticamente y se opusieron a la reificación de la inteligencia: el tratamiento de la cantidad numérica g como un atributo físico como el color de la piel que podría promediarse significativamente sobre un grupo de la población. Afirmaron que esto era contrario al método científico, que requería explicaciones a nivel molecular, en lugar del análisis de un artefacto estadístico en términos de procesos no descubiertos en biología o genética. En respuesta a esta crítica, Jensen escribió más tarde: "... lo que Gould ha confundido con 'reificación' no es ni más ni menos que la práctica común en todas las ciencias de formular hipótesis de modelos explicativos para explicar las relaciones observadas dentro de un dominio dado. Los ejemplos bien conocidos incluyen la teoría heliocéntrica del movimiento planetario, el átomo de Bohr, el campo electromagnético, la teoría cinética de los gases, la gravitación, los quarks, los genes mendelianos, la masa, la velocidad, etc. Ninguno de estos constructos existe como una entidad palpable que ocupa el espacio físico." Preguntó por qué se debería negar a la psicología "el derecho común de toda ciencia al uso de constructos hipotéticos o cualquier especulación teórica sobre explicaciones causales de sus fenómenos observables".

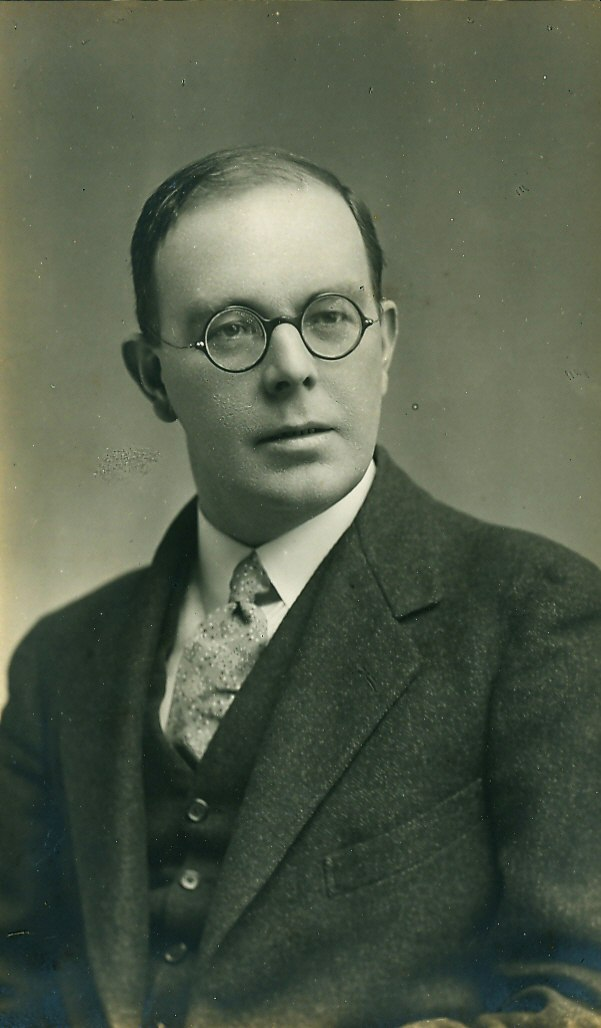
Cyril Burt, el pedagogo inglés cuyos disputados estudios de gemelos habían sido utilizados como datos por Jensen en algunos de sus primeros artículos y libros.

El debate académico también se enredó con el llamado "Burt Affair", porque el artículo de Jensen se había basado parcialmente en los estudios de gemelos de 1966 del psicólogo educativo británico Sir Cyril Burt: poco después de la muerte de Burt en 1971, hubo acusaciones, impulsadas por investigaciones de Leon Kamin, que Burt había fabricado partes de sus datos, cargos que nunca se han resuelto por completo. Franz Samelson documenta cómo las opiniones de Jensen sobre el trabajo de Burt variaron a lo largo de los años: Jensen fue el principal defensor de Burt en los Estados Unidos durante la década de 1970. En 1983, tras la publicación en 1978 de la biografía oficial de Burt de Leslie Hearnshaw, Jensen cambió de opinión, "aceptó plenamente como válida ... la biografía de Hearnshaw" y declaró que "por supuesto [Burt] nunca será exonerado por su engaños empíricos". Sin embargo, en 1992, escribió que "la esencia del asunto Burt ... [era] una camarilla de opositores motivados, con la ávida ayuda de los medios de comunicación, para destrozar la reputación [de Burt] por completo", una opinión repetida en un discurso invitado sobre Burt ante la Asociación Estadounidense de Psicología, cuando cuestionó la beca de Hearnshaw.

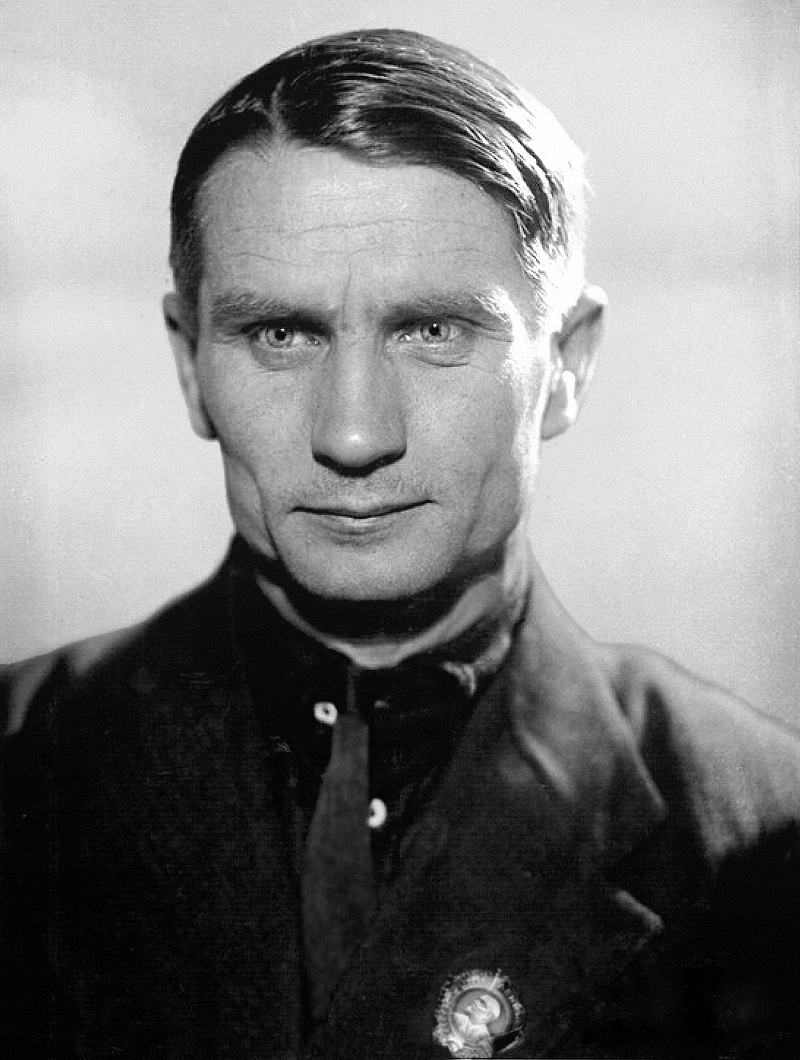
Trofim Lysenko quien, como director de investigación soviética en biología bajo Iósif Stalin, bloqueó la investigación en genética por razones ideológicas.

Jensen y sus partidarios repetían con frecuencia acusaciones similares de una campaña con motivaciones políticas para reprimir la investigación científica sobre las diferencias raciales, más tarde denominada "neo-lysenkoísmo".Jensen (1972) lamentó el hecho de que "se ha planteado un bloqueo debido a las obvias implicaciones para la comprensión de las diferencias raciales en la capacidad y el rendimiento. Consideraciones serias sobre si los factores genéticos y ambientales están involucrados ha sido un tabú en los círculos académicos", y agregó que: "En las extrañas teorías racistas de los nazis y el desastroso lysenkoísmo de la Unión Soviética bajo Stalin, hemos visto ejemplos claros de lo que sucede cuando la ciencia se corrompe por la sumisión al dogma político".
Después de la aparición de su artículo de 1969, Jensen fue más tarde más explícito sobre las diferencias raciales en inteligencia, afirmando en 1973 "que algo entre la mitad y las tres cuartas partes de las diferencias de CI promedio entre negros y blancos estadounidenses es atribuible a factores genéticos". Incluso especuló que el mecanismo subyacente era una "conexión bioquímica entre la pigmentación de la piel y la inteligencia" vinculada a su desarrollo conjunto en el ectodermo del embrión. Aunque Jensen evitó cualquier involucramiento personal con segregacionistas en los Estados Unidos, no se distanció de los enfoques de las revistas de extrema derecha en Europa, muchas de las cuales consideraron que su investigación justificaba sus fines políticos. En una entrevista con Nation Europa, dijo que algunas razas humanas se diferenciaban entre sí incluso más que algunas especies animales, afirmando que una medición de la "distancia genética" entre negros y blancos mostraba que habían divergido hace más de 46,000 años. También concedió entrevistas a la revista francesa Nouvelle École de Alain de Benoist y a la revista alemana Neue Anthropologie de Jürgen Rieger, de la que más tarde se convirtió en colaborador y editor habitual, aparentemente inconsciente de su orientación política debido a su escaso conocimiento del alemán.
El debate se exacerbó aún más por cuestiones de prejuicio racial que ya se habían intensificado durante la década de 1960 debido a preocupaciones por los derechos civiles y cambios en el clima social. En 1968, la Asociación de Psicólogos Negros (ABP) había exigido una moratoria en las pruebas de CI para niños de grupos minoritarios. Después de que un comité establecido por la Asociación Americana de Psicología elaboró pautas para evaluar los grupos minoritarios, sin confirmar las afirmaciones de prejuicio racial,Jackson (1975) escribió lo siguiente como parte de una respuesta en nombre de la ABP:

Históricamente, las pruebas psicológicas han sido una herramienta cuasi científica en la perpetuación del racismo en todos los niveles de objetividad científica; [las pruebas] han proporcionado un pozo negro de datos intrínseca e inferencialmente falaces que infla los egos de los blancos al degradar a los negros y amenaza con potenciar un genocidio negro.

Otros cuerpos académicos profesionales reaccionaron a la disputa de manera diferente. La Sociedad para el Estudio Psicológico de Asuntos Sociales, una división de la Sociedad Estadounidense de Psicología, emitió una declaración pública en 1969 criticando la investigación de Jensen, declarando que, "Construir preguntas sobre el comportamiento complejo en términos de herencia versus ambiente es simplificar demasiado la esencia y naturaleza del desarrollo y el comportamiento humanos". La Asociación Americana de Antropología convocó un panel de discusión en 1969 en su reunión general anual, poco después de la aparición del artículo de Jensen, donde varios participantes calificaron su investigación de "racista". Posteriormente, la asociación emitió una aclaración oficial, afirmando que, "El mal uso de las pruebas de CI en apoyo de políticas racistas estadounidenses pasadas ha creado una ansiedad comprensible sobre la investigación actual sobre la herencia de la inteligencia humana. Pero los ataques personales resultantes contra algunos científicos con puntos de vista impopulares ha tenido un efecto escalofriante en todo el campo de la genética del comportamiento y nubla la discusión pública sobre sus implicaciones". En 1975, la Sociedad de Genética de América hizo una declaración igualmente cautelosa: "La aplicación de las técnicas de la genética cuantitativa al análisis del comportamiento humano está plagada de complicaciones humanas y sesgos potenciales, pero una investigación bien diseñada sobre los componentes genéticos y ambientales de los rasgos psicológicos humanos pueden producir resultados válidos y socialmente útiles y no deben desalentarse".

### 1980–2000

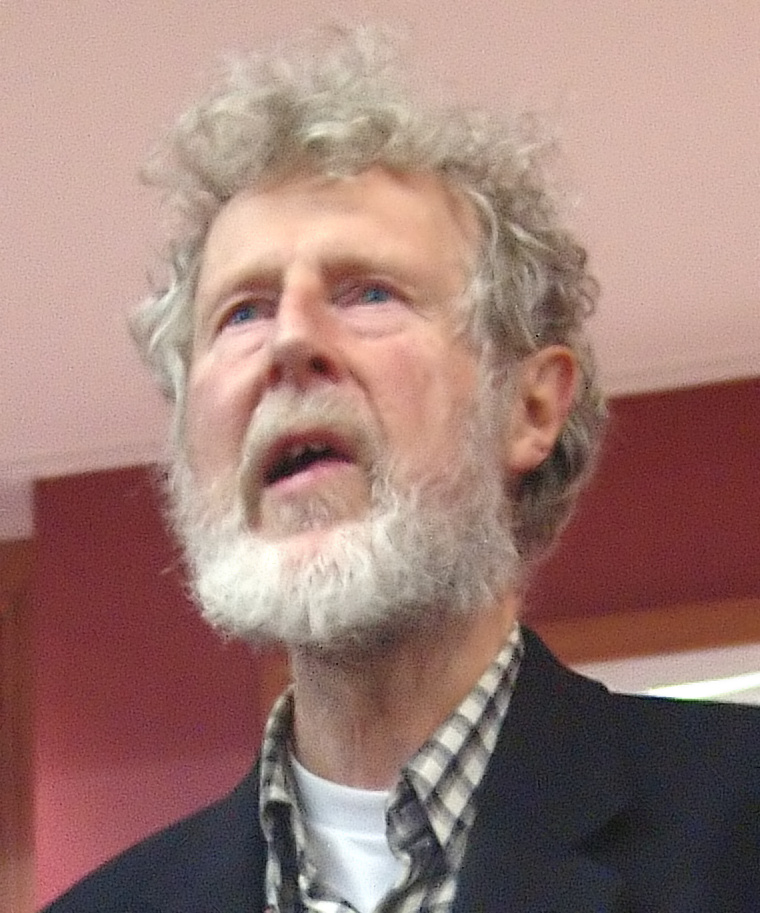
James Flynn, el politólogo de Nueva Zelanda que ha estudiado los cambios en los promedios del coeficiente intelectual a nivel de grupo a lo largo del tiempo.

En la década de 1980, el científico político James Flynn comparó los resultados de grupos que tomaron versiones más antiguas y más nuevas de pruebas de CI específicas. Su investigación lo llevó al descubrimiento de lo que ahora se llama el efecto Flynn: un aumento sustancial en los puntajes de CI promedio a lo largo de los años en todos los grupos evaluados. Su descubrimiento fue confirmado más tarde por muchos otros estudios. Mientras trataba de comprender estos notables aumentos en la puntuación de las pruebas, Flynn había postulado en 1987 que "las pruebas de CI no miden la inteligencia, sino que se correlacionan con un vínculo causal débil con la inteligencia". En 2009, sin embargo, Flynn sintió que los cambios en la puntuación de la prueba de CI son reales. Sugiere que nuestro mundo en rápido cambio se ha enfrentado a generaciones sucesivas con nuevos desafíos cognitivos que han estimulado considerablemente la capacidad intelectual. "Nuestros cerebros, tal como están construidos en la actualidad, probablemente tienen mucha capacidad excedente lista para ser utilizada si fuera necesario. Ese fue ciertamente el caso en 1900". Flynn señala que "Nuestros antepasados en 1900 no tenían retraso mental. Su inteligencia estaba anclada en la realidad cotidiana. Nos diferenciamos de ellos en que podemos utilizar abstracciones y la lógica y lo hipotético para atacar los problemas formales que surgen cuando la ciencia libera el pensamiento de situaciones concretas. Desde 1950, nos hemos vuelto más ingeniosos para ir más allá de las reglas previamente aprendidas para resolver problemas en el momento".

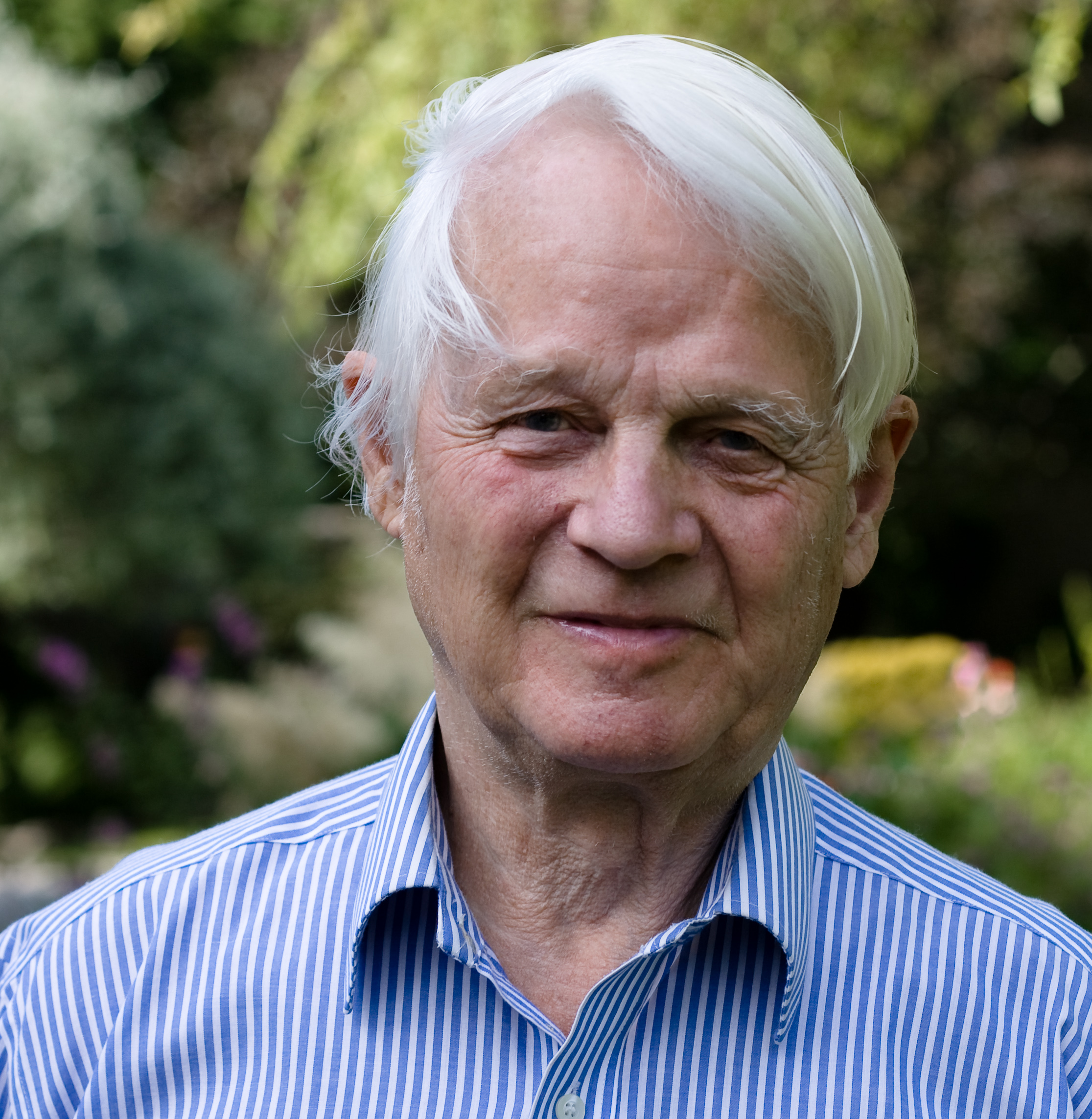
Richard Lynn, el controvertido psicólogo inglés que ha escrito extensamente sobre las diferencias globales de grupo en inteligencia.

Desde la década de 1980 en adelante, el Pioneer Fund continuó financiando investigaciones hereditarias sobre raza e inteligencia, en particular los dos psicólogos nacidos en Inglaterra Richard Lynn de la Universidad de Úlster y J. Philippe Rushton de la Universidad de Western Ontario, su presidente desde 2002. Rushton volvió a las medidas craneales del siglo XIX, utilizando el tamaño del cerebro como un factor adicional que determina la inteligencia; en colaboración con Jensen, desarrolló más recientemente argumentos actualizados para la explicación genética de las diferencias raciales en inteligencia. Lynn, editor y colaborador de Mankind Quarterly desde hace mucho tiempo, ha concentrado su investigación en raza e inteligencia en la recopilación y tabulación de datos que pretenden mostrar diferencias raciales en inteligencia en todo el mundo. También ha hecho sugerencias sobre las implicaciones políticas de sus datos, incluido el resurgimiento de teorías más antiguas de la eugenesia.Snyderman y Rothman (1987) anunciaron los resultados de una encuesta realizada en 1984 a una muestra de más de mil psicólogos, sociólogos y educadores en un cuestionario de opción múltiple, y se expandieron en 1988 en el libro The IQ Controversy, the Media, and Public Policy. El libro afirmaba documentar un sesgo progresista en la cobertura de los medios de los hallazgos científicos sobre el CI. La encuesta incluía la pregunta: "¿Cuál de las siguientes opciones caracteriza mejor su opinión sobre la heredabilidad de las diferencias entre blancos y negros en el CI?" 661 investigadores devolvieron el cuestionario, y de ellos, el 14% se negó a responder la pregunta, el 24% votó que no había pruebas suficientes para dar una respuesta, el 1% votó que la brecha se debía puramente "a la variación genética", el 15% votó que "se debe enteramente a la variación ambiental" y el 45% votó que era un "producto de la variación genética y ambiental".Jencks y Phillips (1998) han señalado que quienes respondieron "ambos" no tuvieron la oportunidad de especificar si la genética jugó un papel importante. No ha habido acuerdo entre los psicometristas sobre el significado de esta respuesta en particular. Los científicos que apoyan el punto de vista hereditario lo han visto como una reivindicación de su posición.
En 1989 J. Philippe Rushton fue puesto bajo investigación policial por el fiscal general de Ontario, luego de quejas de que había promovido el racismo en una de sus publicaciones sobre diferencias raciales. En el mismo año, Linda Gottfredson de la Universidad de Delaware tuvo una batalla prolongada con su universidad sobre la legitimidad de las subvenciones del Pioneer Fund, que finalmente se resolvió a su favor.
Ambos respondieron más tarde con una versión actualizada del "dogma igualitario" de Henry E. Garrett, etiquetando la afirmación de que todas las razas eran iguales en capacidad cognitiva como una "ficción igualitaria" y un "engaño científico". Gottfredson (1994) habló de un "gran fraude", una "falsedad colectiva" y una "mentira científica", citando los hallazgos de Snyderman y Rothman como justificación. Rushton (1996) escribió que había un "tabú sobre la raza" en la investigación científica que "no tenía paralelo ... ni la Inquisición, ni Stalin, ni Hitler". En su libro de 1998 The g Factor: The Science of Mental Ability, Jensen reiteró sus afirmaciones anteriores del neo-lysenkoísmo, escribiendo que "el concepto de las razas humanas [como] una ficción" tiene varias "fuentes diferentes, ninguna de ellas científica", una de ellas es la "filosofía neomarxista", que "excluye la consideración de factores genéticos o biológicos ... de cualquier parte en la explicación de las diferencias de comportamiento entre los seres humanos". En el mismo año, el psicólogo evolucionista Kevin B. MacDonald fue mucho más allá, reviviendo la afirmación de Garrett del "culto de Boas" como una conspiración judía, después de lo cual "la investigación sobre las diferencias raciales cesó y la profesión excluyó por completo a eugenistas como Madison Grant y Charles Davenport".
En 1994, el debate sobre raza e inteligencia se reavivó con la publicación del libro The Bell Curve: Intelligence and Class Structure in American Life de Richard Herrnstein y Charles Murray. El libro fue recibido positivamente por los medios, con una destacada cobertura en Newsweek, Time, New York Times y Wall Street Journal. Aunque sólo dos capítulos del libro se dedicaron a las diferencias raciales en inteligencia, tratados desde el mismo punto de vista hereditario que el artículo de Jensen de 1969, causó un furor similar en la comunidad académica al artículo de Jensen. Muchos críticos, incluidos Stephen J. Gould y Leon Kamin, afirmaron que el libro contenía simplificaciones injustificadas y defectos en su análisis; en particular, hubo críticas sobre su dependencia de las estimaciones de Lynn de los puntajes de CI promedio en Sudáfrica, donde los datos se habían utilizado selectivamente, y del trabajo de Rushton sobre el tamaño del cerebro y la inteligencia, que fue controvertido y discutido. Estas críticas se presentaron posteriormente en libros, entre los que destacan The Bell Curve Debate (1995), Inequality by Design: Cracking the Bell Curve Myth (1996) y una edición ampliada de The Mismeasure of Man de Gould (1996). En 1994, un grupo de 52 científicos, incluidos Rushton, Lynn, Jensen y Eysenck, fueron co-firmantes de un artículo op-ed en el Wall Street Journal escrito por Linda Gottfredson titulado "Mainstream Science on Intelligence". El artículo, que apoya las conclusiones de The Bell Curve, se volvió a publicar posteriormente en una versión ampliada en la revista Intelligence. El editorial incluía las declaraciones:

La genética juega un papel más importante que el medio ambiente en la creación de diferencias de CI entre los individuos ... La curva de campana para los blancos se centra aproximadamente en el CI 100; la curva de campana para los negros estadounidenses aproximadamente alrededor de 85 ... los negros de 17 años se desempeñan, en promedio, más como los blancos de 13 años en lectura, matemáticas y ciencias, con los hispanos en el medio.

Otra crítica temprana fue que Herrnstein y Murray no sometieron su trabajo a revisión académica por pares antes de su publicación. También hubo tres libros escritos desde el punto de vista hereditario: Why race matters: race differences and what they mean (1997) de Michael Levin; The g Factor: The Science of Mental Ability (1998) de Jensen; y Intelligence; a new look de Hans Eysenck. Varios otros libros de contribuciones recopiladas aparecieron al mismo tiempo, incluido The black-white test gap (1998) editado por Christopher Jencks y Meredith Phillips, Intelligence, heredity and environment (1997) editado por Robert Sternberg y Elena Grigorenko. Una sección en IQ and human intelligence (1998) de Nicholas Mackintosh discutió los grupos étnicos y Race and intelligence: separating science from myth (2002) editado por Jefferson Fish presentó comentarios adicionales sobre The Bell Curve por antropólogos, psicólogos, sociólogos, historiadores, biólogos y estadísticos.
En 1999, la misma revista Intelligence reimprimió como editorial invitado un largo artículo del abogado Harry F. Weyher Jr. defendiendo la integridad del Pioneer Fund, del cual era entonces presidente y del cual varios editores, entre ellos Gottfredson, Jensen, Lynn y Rushton, fueron becarios. En 1994, la revista Mankind Quarterly, financiada por Pioneer, de la cual Roger Pearson era el gerente y colaborador seudónimo, había sido descrita por Charles Lane en una reseña de The Bell Curve en la New York Review of Books como "una notoria revista de 'historia racial' fundada y financiada por hombres que creen en la superioridad genética de la raza blanca"; había llamado al Fund y a su revista "los guardianes de la llama del racismo científico". Gottfredson había defendido previamente el Fund en 1989-1990, afirmando que Mankind Quarterly era una "revista multicultural" dedicada a "la diversidad ... como un objeto de estudio desapasionado" y que Pearson no aprobaba la membresía del Partido Nazi Estadounidense. El propio Pearson (1991) había defendido el Fund en su libro Race, Intelligence and Bias in Academy.
En respuesta al debate sobre The Bell Curve, la Asociación Estadounidense de Psicología estableció un grupo de trabajo de diez personas, presidido por Ulric Neisser, para informar sobre el libro y sus hallazgos. En su informe, "Inteligencia: lo conocido y lo desconocido", publicado en febrero de 1996, el comité hizo los siguientes comentarios sobre las diferencias raciales en inteligencia:

"Los puntajes de CI de los afroamericanos han promediado durante mucho tiempo alrededor de 15 puntos por debajo de los de los blancos, con puntajes correspondientemente más bajos en las pruebas de rendimiento académico. En los últimos años, la brecha entre las pruebas de rendimiento y el rendimiento se ha reducido considerablemente. Es posible que el diferencial de puntajes de CI también se esté reduciendo, pero esto no se ha establecido claramente. La causa de ese diferencial no se conoce, aparentemente no se debe a una simple forma de sesgo en el contenido o la administración de las pruebas en sí. El efecto Flynn muestra que los factores ambientales pueden producir diferencias de al menos esta magnitud, pero ese efecto es misterioso en sí mismo. Se han propuesto varias explicaciones basadas en la cultura del diferencial de CI entre negros y blancos; algunas son plausibles, pero hasta ahora ninguna ha sido respaldada de manera concluyente. Hay incluso menos apoyo empírico para una interpretación genética. En resumen, actualmente no se dispone de una explicación adecuada de la diferencia entre las medias del CI de negros y blancos".

Jensen comentó:

Mientras leía la declaración de la APA, [...] no sentí que contradecía mi posición, sino que simplemente la eludía. Parece más evasivo de mi posición que contradictorio. El comité reconoció el estado fáctico de lo que he denominado el efecto Spearman, la realidad de g, la insuficiencia del sesgo de la prueba y el nivel socioeconómico como explicaciones causales, y muchas otras conclusiones que no difieren en absoluto de mi propia posición. [...] Teniendo en cuenta que el informe fue encargado por la APA, me sorprendió que llegara tan lejos. Visto desde esa perspectiva, no me disgusta especialmente.

Rushton se encontró en el centro de otra controversia en 1999 cuando copias no solicitadas de una versión abreviada especial de su libro de 1995 Race, Evolution and Behavior, dirigida a un público general, fueron enviadas masivamente a psicólogos, sociólogos y antropólogos en universidades norteamericanas. Como resultado, Transaction Publishers se retiró de la publicación del folleto, financiado por el Pioneer Fund, y emitió una disculpa en la edición de enero de 2000 de la revista Society. En el panfleto, Rushton relató cómo los observadores externos habían visto a los africanos negros a través de los siglos como desnudos, insalubres, empobrecidos y poco inteligentes. En los tiempos modernos, comentó que su CI promedio de 70 "es el más bajo jamás registrado", debido al menor tamaño promedio del cerebro. Explicó estas diferencias en términos de historia evolutiva: aquellos que habían migrado a climas más fríos en el norte para evolucionar a blancos y asiáticos se habían adaptado genéticamente para tener más autocontrol, niveles más bajos de hormonas sexuales, mayor inteligencia, estructuras sociales más complejas, y familias más estables. Concluyó que los blancos y los asiáticos están más dispuestos a "invertir tiempo y energía en sus hijos que en la búsqueda de emociones sexuales. Son 'papás' en lugar de 'canallas'". J. Philippe Rushton no se distanció de los grupos de extrema derecha en los EE. UU. Fue un colaborador habitual de los boletines de American Renaissance y habló en muchas de sus conferencias bienales, en 2006 compartiendo la plataforma con Nick Griffin, líder del Partido Nacional Británico.

### 2000–presente
En 2002, Richard Lynn y Tatu Vanhanen, publicaron IQ and the Wealth of Nations. Vanhanen afirmó que "mientras que el CI promedio de los finlandeses es 97, en África está entre 60 y 70. Las diferencias en inteligencia son el factor más significativo para explicar la pobreza". Una denuncia del "Defensor del Pueblo de las Minorías" de Finlandia, Mikko Puumalainen, dio lugar a que la Oficina Nacional de Investigaciones de Finlandia considerase que Vanhanen sea investigado por incitación al "odio racial". En 2004, la policía declaró que no encontró motivos para sospechar que incitaba al odio racial y decidió no iniciar una investigación. Se han publicado varias críticas negativas del libro en la literatura académica. Susan Barnett y Wendy M. Williams escribieron que "vemos un edificio construido sobre una capa tras otra de suposiciones arbitrarias y manipulación selectiva de datos. Los datos en los que se basa todo el libro son de validez cuestionable y se utilizan de formas que no pueden justificarse." También escribieron que las comparaciones entre países son "virtualmente sin sentido". Richardson (2004) argumentó, citando el efecto Flynn como la mejor evidencia, que Lynn tiene la conexión causal al revés y sugirió que "el CI promedio de una población es simplemente un índice del tamaño de su clase media, ambos resultados del desarrollo industrial". La revisión concluye que "Esto no es tanto ciencia, entonces, como una cruzada social". Una revisión de Michael Palairet criticó la metodología del libro, particularmente las estimaciones imprecisas del PIB y el hecho de que los datos de CI sólo estaban disponibles para 81 de los 185 países estudiados. Kamin (2006) también ha criticado el trabajo de Lynn y Vanhanen por motivos metodológicos. El 27 de julio de 2020, la Asociación Europea de Evolución y Comportamiento Humano emitió una declaración formal en la que se oponía a la utilización del conjunto de datos del CI nacional de Lynn, citando varias preocupaciones metodológicas. Llegaron a la conclusión de que "las conclusiones extraídas de los análisis que utilizan estos datos son, por tanto, erróneas, y ningún trabajo evolutivo fiable debería utilizar estos datos".
En 2005, la revista Psychology, Public Policy and Law de la Asociación Estadounidense de Psicología (APA) publicó un artículo de revisión de Rushton y Jensen, "Thirty Years of Research on Race Differences in Cognitive Ability". El artículo fue seguido por una serie de respuestas, algunas de apoyo, otras críticas. El psicólogo Richard Nisbett incluyó más tarde una versión ampliada de su crítica como parte del libro Intelligence and How to Get It: Why Schools and Cultures Count (2009). Rushton y Jensen en 2010 dieron una respuesta punto por punto a esto y nuevamente resumieron la posición hereditaria en "Race and IQ: A theory-based review of the research in Richard Nisbett's Intelligence and How to Get It".
En 2006, un análisis sistemático de James Flynn y William Dickens mostró que la brecha entre los estadounidenses blancos y negros se cerró dramáticamente durante el período comprendido entre 1972 y 2002, lo que sugiere que, en sus palabras, la "constancia de la brecha de CI entre negros y blancos es un mito". Argumentaron que sus resultados refutan la posibilidad de un origen genético, concluyendo que" el medio ambiente ha sido responsable "de las diferencias observadas. Una revisión posterior dirigida por Richard Nisbett y coautora de Flynn, publicada en 2012, llegó a una conclusión similar, afirmando que el peso de la evidencia presentada en toda la literatura de investigación anterior muestra que las diferencias de grupo en el CI se entienden mejor como de origen ambiental.
Por otro lado, un metanálisis de 2007 de Rindermann encontró muchas de las mismas agrupaciones y correlaciones encontradas por Lynn y Vanhanen, con las puntuaciones más bajas en África subsahariana y una correlación de .60 entre la habilidad cognitiva y el PIB per cápita. Al medir la relación entre los datos educativos y el bienestar social a lo largo del tiempo, este estudio también realizó un análisis causal y descubrió que las naciones que invierten en educación conducen a un mayor bienestar en el futuro. Hunt (2010, pp. 437–439) considera que el análisis de Rindermann es mucho más confiable que el de Lynn y Vanhanen. Sin embargo, una revisión sistemática de 2017 señala que otros investigadores han descartado los hallazgos de Rindermann sobre la base de que "el significado de las variables cambia cuando se agregan a diferentes niveles; un punto conceptual y metodológico que está bien establecido en el campo del modelado multinivel." En particular, James Flynn escribe que "los resultados de Rindermann sugieren que hay diferentes factores detrás de la aparición de g en las comparaciones internacionales y la aparición de g cuando comparamos el desempeño diferencial de los individuos. Esto hace a g(I) y g(ID) tan diferentes que tienen poca importancia en común". De manera similar, Martin Brunner y Romain Martin argumentan que la identificación de Rindermann de "un factor común que subyace a las medidas de inteligencia y rendimiento de los estudiantes a nivel internacional" es metodológicamente defectuosa, afirmando que dado "el nivel de análisis aplicado ... este factor no puede interpretarse como capacidad cognitiva general (g). Más bien es un indicador de una prosperidad de la nación".
En 2007, James D. Watson, premio Nobel de Biología, concedió una controvertida entrevista a la Sunday Times Magazine durante una gira de libros por el Reino Unido. Watson declaró que estaba "inherentemente pesimista sobre la perspectiva de África" porque "todas nuestras políticas sociales se basan en el hecho de que su inteligencia es la misma que la nuestra, mientras que todas las pruebas dicen que no realmente". También escribió que “no hay una razón firme para anticipar que las capacidades intelectuales de los pueblos geográficamente separados en su evolución deberían haber evolucionado de manera idéntica. Nuestro deseo de reservar los mismos poderes de la razón como patrimonio universal de la humanidad no será suficiente para que así sea". Esto resultó en la cancelación de una conferencia de la Royal Society, junto con otros compromisos públicos, y su suspensión de sus deberes administrativos en Laboratorio Cold Spring Harbor. Posteriormente canceló la gira y renunció a su puesto en CSHL, donde se había desempeñado como director, presidente o canciller desde 1968. Sin embargo, Watson fue nombrado más tarde canciller emérito de CSHL y, a partir de 2009, continuó asesorando y guiando trabajos de proyecto en el laboratorio.
Un debate de 2009 en la revista Nature sobre la pregunta "¿Deberían los científicos estudiar la raza y el coeficiente intelectual?" involucró documentos de posición de Stephen Ceci y Wendy M. Williams argumentando "sí" y Steven Rose argumentando "no". Es notable que ambas partes acordaron que, como lo expresaron Ceci y Williams, "Existe un consenso emergente sobre la igualdad racial y de género en los determinantes genéticos de la inteligencia; la mayoría de los investigadores, incluyéndonos a nosotros, estamos de acuerdo en que los genes no explican las diferencias entre grupos."[1] Publicaciones posteriores en Nature han afirmado este punto de vista, por ejemplo, la declaración de 2017 del consejo editorial de que "la brecha (genuina pero cercana) entre los puntajes de CI promedio de grupos de personas blancas y negras en los Estados Unidos ha sido falsamente atribuida a diferencias genéticas entre las razas".
En un metanálisis de estudios de estimaciones de CI en África subsahariana, Wicherts, Dolan y van der Maas (2009, p. 10) concluyeron que Lynn y Vanhanen se habían basado en una metodología no sistemática al no publicar sus criterios para incluir o excluir estudios. Descubrieron que la exclusión de estudios de Lynn y Vanhanen había deprimido su estimación del CI para el África subsahariana, y que la inclusión de los estudios excluidos en IQ and Global Inequality resultó en un CI promedio de 82 para el África subsahariana, más bajo que el promedio en los países occidentales. pero superior a la estimación de 67 de Lynn y Vanhanen. Wicherts et al. concluyen que esta diferencia probablemente se deba a que África subsahariana tiene un acceso limitado a los avances modernos en educación, nutrición y atención de la salud. Una revisión sistemática de 2010 realizada por el mismo equipo de investigación, junto con Jerry S. Carlson, encontró que, en comparación con las normas estadounidenses, el CI promedio de los africanos subsaharianos era de aproximadamente 80. La misma revisión concluyó que el efecto Flynn aún no se había arraigado en África subsahariana.
Wicherts, Borsboom y Dolan (2010) argumentaron que los estudios que informan apoyo a las teorías evolutivas de la inteligencia basadas en datos nacionales de CI adolecen de múltiples fallas metodológicas fatales. Por ejemplo, afirman que tales estudios "... asumen que el efecto Flynn es inexistente o invariante con respecto a las diferentes regiones del mundo, que no ha habido migraciones ni cambios climáticos a lo largo de la evolución, y que no ha habido tendencias durante el último siglo en los indicadores de estrategias reproductivas (por ejemplo, disminución de la fecundidad y la mortalidad infantil)". También demostraron que existe un alto grado de confusión entre el CI nacional y el estado actual de desarrollo nacional. De manera similar, Pesta y Poznanski (2014) mostraron que la temperatura promedio de un estado en particular de los EE. UU. está fuertemente asociada con el CI promedio de ese estado y otras variables de bienestar, a pesar de que la evolución no ha tenido suficiente tiempo para operar en personas estadounidenses no nativas residentes de los Estados Unidos. También señalaron que esta asociación persistió incluso después de controlar la raza, y concluyeron que "la evolución, por lo tanto, no es necesaria para que la temperatura y el CI/bienestar co-varíen significativamente a través del espacio geográfico".
En 2016,Rindermann, Becker y Coyle (2016) intentaron replicar los hallazgos de Snyderman y Rothman (1987) encuestando a 71 expertos en psicología autoidentificados sobre las causas de las diferencias internacionales en los puntajes de las pruebas cognitivas; sólo participó el 20% de los invitados. Descubrieron que los expertos encuestados clasificaron la educación como el factor más importante de estas diferencias, con la genética en segundo lugar (representando en promedio el 15% de la brecha, con una alta variabilidad en las estimaciones entre los expertos) y la salud, la riqueza, la geografía, el clima, y la política como los siguientes factores más importantes. Aproximadamente el 90% de los expertos en la encuesta creían que había un componente genético en las brechas internacionales de CI. Los autores enfatizaron, sin embargo, que su estudio sirve como un "instrumento de opinión" en lugar de "un indicador de la verdad". En particular, el estudio se basó en la "autoselección de expertos", que los autores reconocen como una limitación, y se centró en expertos autoidentificados en psicología más que en genética.
En 2018, en respuesta a un resurgimiento de la controversia pública sobre la raza y la inteligencia, el genetista y neurocientífico Kevin Mitchell hizo una declaración en The Guardian que describió la idea de las diferencias de CI genético entre razas como "inherente y profundamente inverosímil" porque va en contra de los principios de genética de poblaciones. Allí argumentó: "Para terminar con diferencias genéticas sistemáticas en la inteligencia entre poblaciones grandes y antiguas, las fuerzas selectivas que impulsan esas diferencias tendrían que haber sido enormes. Es más, esas fuerzas tendrían que haber actuado en continentes enteros, con entornos tremendamente diferentes, y han sido persistentes durante decenas de miles de años de un tremendo cambio cultural". Mitchell concluyó que, "Si bien la variación genética puede ayudar a explicar por qué una persona es más inteligente que otra, es poco probable que haya diferencias genéticas estables y sistemáticas que hagan que una población sea más inteligente que la siguiente".

## Otras lecturas
- Ehrenreich, Eric (2007), «Otmar von Verschuer and the "Scientific" Legitimization of Nazi Anti-Jewish Policy», Holocaust and Genocide Studies 21 (1): 55-72, doi:10.1093/hgs/dcm003.
- Zenderland, Leila (2001), Measuring Minds: Henry Herbert Goddard and the Origins of American Intelligence Testing, Cambridge Studies in the History of Psychology, Cambridge University Press, ISBN 978-0-521-00363-6.
- Chambliss, J. J. (1996), Philosophy of education: An encyclopedia, Taylor & Francis, ISBN 978-0-8153-1177-5, (requiere registro).